# Paolo Azzurri
Paolo Azzurri (Bologna, 6 ottobre 1878 – Firenze, 22 febbraio 1933) è stato un attore, regista e produttore cinematografico italiano.

## Biografia
Iniziò la carriera sul finire dell'Ottocento, intorno agli anni novanta, come attore nel teatro d'opera, fu scritturato dalla casa cinematografica Ambrosio Film di Torino nel 1907 come «comparsa» nei cortometraggi comici. Dal 1909 con il film Luigi XI, re di Francia, fu interprete di ruoli di maggiore rilievo a cui fecero seguito pellicole come Didone abbandonata (1910) e Nozze d'oro (1911).
Successivamente passò ad altre case cinematografiche dove fu anche regista come l'Artistic Cinema Negatives di Sanremo, la Psiche Films di Albano Laziale e la Lucarelli Film di Palermo, dove fu interprete del personaggio comico Paolino.
Nel 1914 Azzurri fondò a Palermo la Scuola di recitazione per attori cinematografici (la più importante scuola italiana di recitazione degli anni dieci) e poi diede vita ad una propria casa cinematografica, la Azzurri Film.
Successivamente abbandonò la recitazione, e nel 1920 fondò a Firenze una rivista cinematografica, L'Arte del silenzio, le cui pubblicazioni durarono fino al 1922.

## Filmografia parziale

### Attore
- Luigi XI, re di Francia, regia di Luigi Maggi (1909)
- Estrellita, regia di Luigi Maggi (1910)
- La presa di Saragozza, regia di Luigi Maggi (1910)
- La fucina, regia di Luigi Maggi (1910)
- La vergine di Babilonia, regia di Luigi Maggi (1910)
- Il segreto della fidanzata, regia di Luigi Maggi (1910)
- Didone abbandonata, regia di Luigi Maggi (1910)
- Sisto V, regia di Luigi Maggi (1911)
- Il debito dell'imperatore, regia di Luigi Maggi (1911)
- La madre e la morte, regia di Arrigo Frusta (1911)
- Nozze d'oro, regia di Luigi Maggi (1911)
- Il convegno supremo, regia di Luigi Maggi (1911)
- La nave dei leoni, regia di Luigi Maggi (1912)
- Satana, regia di Luigi Maggi (1912)

### Regista
- Paolino è furbo (1914) - regia e interpretazione
- Le avventure del barone di Münchhausen (1914) - regia e interpretazione
- La regina della notte (1915) - produttore
- Un cuore (1917) - produttore
- Il soldato cieco (1920) - produttore

## Opere
- Come si possa diventare artisti cinematografici, Palermo, Off. Tip. "La Celere", 1914.